# Umakart
Umakart (původně obchodní značka Umacart, která byla zkratkou z umělý karton) je druh izolační nebo krycí hmoty, vysokotlaký laminát – HPL (anglicky High-pressure laminate).
V Československu byl vyráběn od roku 1943, kdy si jej jako obchodní název zaregistrovala pardubická Synthesia. Měl rozsáhlé možnosti využití, zejména v oblastech výroby nábytku (obložení stěn, odolné pracovní stoly) a ve stavebnictví. Nalepené na nosných deskách byly také používány jako stěny, zejména v panelových domech v tzv. bytových jádrech, ve kterých se nacházela koupelna a WC.
Československo do této náročné výroby HPL – Umakartu nijak výrazně neinvestovalo, zanedbal se vývoj dekorů, povrchů a struktur.[zdroj?] Po revoluci v roce 1989 výroba umakartu nemohla soutěžit s předními světovými výrobci HPL a roku 2004 byla ukončena.